# Monteverdi (krater)
För andra betydelser, se Monteverdi.
Monteverdi är en nedslagskrater på planeten Merkurius. Monteverdi är ungefär 134 kilometer i diameter.
1979 namngavs den efter den italienska kompositören Claudio Monteverdi.